# Kernuujärvi
Kernuujärvi är en sjö i kommunen S:t Michel i landskapet Södra Savolax i Finland. Sjön ligger 85,6 meter över havet. Arean är 1,38 kvadratkilometer och strandlinjen är 10,52 kilometer lång. Sjön  ingår i Vuoksens huvudavrinningsområde.   Den ligger omkring 14 kilometer söder om S:t Michel och omkring 200 kilometer nordöst om Helsingfors. 
I sjön finns öarna Juntinsaari, Kuusikkosaari och Hulkonsaaret. Kernuujärvi ligger söder om Saarijärvi. 